# Violet Olney
Violet Rose Olney, coniugata Parish (Southwark, 22 maggio 1911 – Addlestone, 3 gennaio 1999), è stata una velocista britannica, vincitrice della medaglia d'argento nella staffetta 4×100 metri ai Giochi olimpici di Berlino 1936.

## Biografia
Ai Giochi olimpici di Berlino 1936 vinse la medaglia d'argento nella staffetta 4×100 metri con Eileen Hiscock, Audrey Brown e Barbara Burke.

## Palmarès
| Anno | Manifestazione  | Sede    | Evento  | Risultato | Prestazione | Note |
| ---- | --------------- | ------- | ------- | --------- | ----------- | ---- |
| 1936 | Giochi olimpici | Berlino | 4×100 m | Argento   | 47"6        |      |